# Октобарска изложба графике (1960)
Октобарска изложба графике се одржала у периоду од 22. до 31. октобра 1960. године у Уметничком павиљону Титоград.

## Излагачи
1. Бранислав Вељковић
2. Милорад Јанковић
3. Александар Јеремић
4. Бошко Карановић
5. Милан Керац
6. Радован Крагуљ
7. Марко Крсмановић
8. Богдан Кршић
9. Александар Луковић
10. Бранко Миљуш
11. Миодраг Нагорни
12. Миливој Николајевић
13. Вукица Обрадовић
14. Анкица Опрешник
15. Божидар Продановић
16. Миодраг Рогић
17. Ратимир Руварац
18. Младен Србиновић
19. Милић Станковић
20. Михаило Чумић
21. Божидар Џмерковић
22. Бранко Шотра